# Торгова вулиця (Херсон)
Торгова вулиця (колишня назва — Торговельний провулок) — вулиця, що розташована в Центральному районі Херсона. Почала формуватися в кінці XVIII ст., інтенсивно забудовувалася в першій половині XIX ст. (тоді отримала назву Торговельний провулок), до кінця століття її формування завершилося. Довжина вулиці становить 1 км 395 м. У центральній частині вулиці розташовано багато магазинів та підприємств сервісу.

## Історія
Торговельний провулок з'явився на першому проекті передмістя 1779 року. На плані 1855 року вже показаний під назвою Торговельного провулка. В кінці XVIII — початку XIX століть між вулицями Соборною та Семінарською (Віктора Гошкевича) існував Грецький ринок, через центр якого і проходив Торговельний провулок. У 1809 році на ринку були побудовані новий кам'яний торговельний ряд прекрасної архітектури (на місці сучасного Палацу культури суднобудівників). На деякий час цей продовжило життя ринку, який все ж таки скоро припинив своє існування у зв'язку з відкриттям нового ринку на Привозній площі. Торговий провулок проходив східною межею ринку, починаючись біля річки Дніпро, де був ще один прибережний ринок, що отримав назву Зелений базар. У наш час[коли?] цього ринку не існує, але попри це, назва «Торговельний» так міцно закріпилася за провулком, що нею користуються досі.
У 1927 році Торговельний провулок був перейменований у вулицю 21 Січня.
У 2016 році вулицю перейменовано на Торгову.

## Будівлі
Уже на початку вулиці відчувається ритм порту. Гудки, брязкіт заліза, скрекіт портових кранів, команди по гучномовному зв'язку створюють звичний звуковий фон.

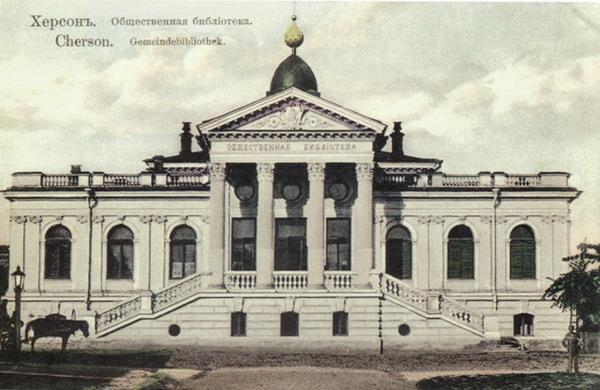
Будівля громадської бібліотеки, 1908 р.

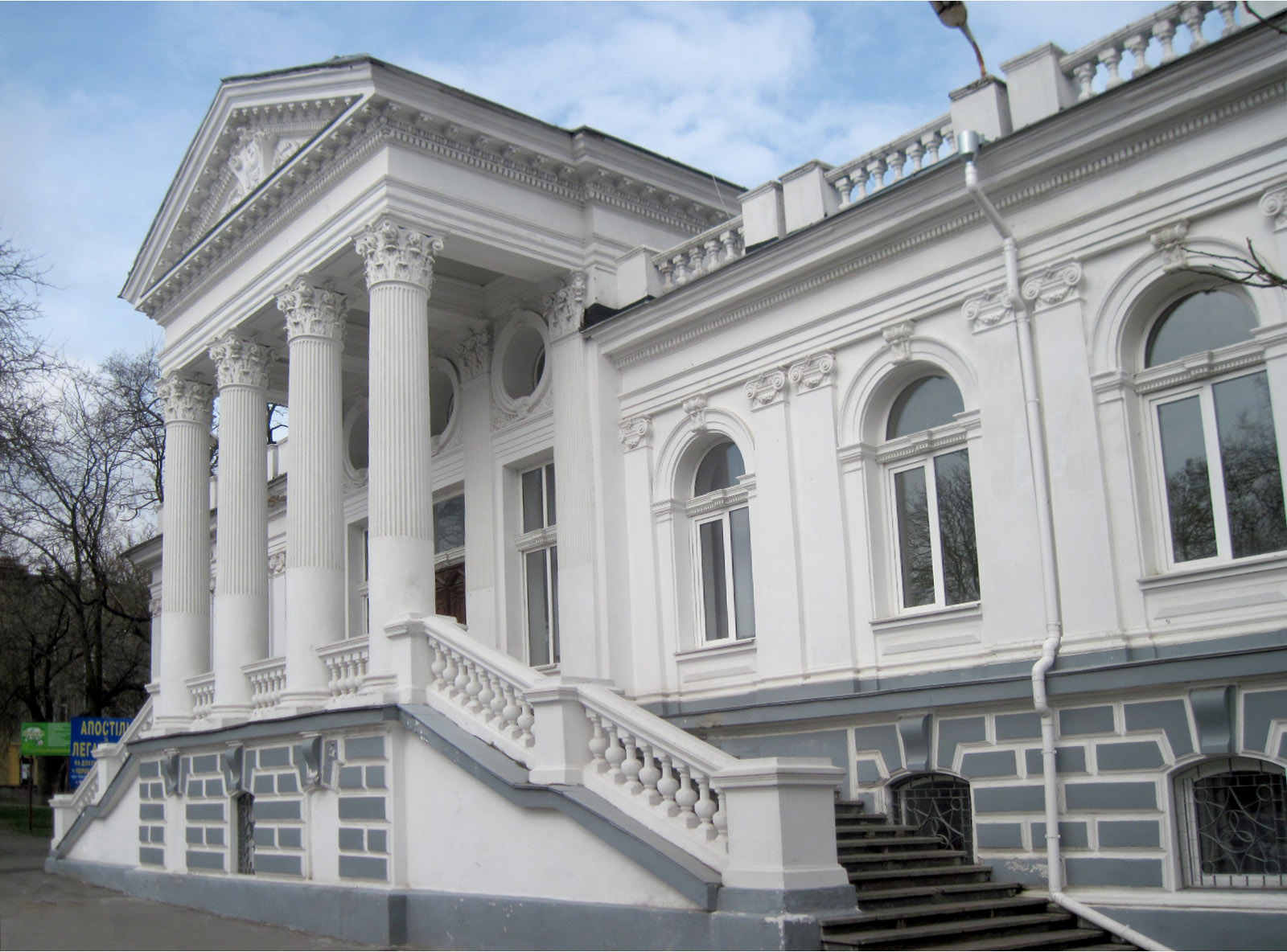
Будівля громадської бібліотеки (міський РАГС), 2011 р.

Вище по вулиці привертає увагу будівля (буд. № 24) з чотириколонним портиком коринфського ордеру, в якій нині розташований міський РАГС. Ця будівля була збудована за проектом архітектора Толвінського М. К. в 1896 р. для Херсонської громадської бібліотеки (заснована в 1872 р.). До кінця 1986 р. в будівлі розміщувалася обласна наукова бібліотека ім. Горького. У теперішній час бібліотека знаходиться в новому приміщенні по Героїв Крут, 2 та має назву Обласна універсальна наукова бібліотека ім. Олеся Гончара.

Будівля чоловічої прогімназії, 2011 р.

На розі Торговельного провулка та вулиці Ерделієвської (вул. Старообрядницька, 22) знаходилася Херсонська чоловіча прогімназія, відкрита 1 липня 1871 року на базі чотирьох паралельних класів Херсонської гімназії. Пізніше, 1-го липня 1874 року, число класів було збільшене до шести. У такому положенні прогімназія залишалася до 1 червня 1893 року, коли вона була знов перетворена в чотирикласну. На 1 січня 1896 року в прогимназії навчалося 111 учнів та Міське управління тоді тимчасово видавало субсидії на оренду приміщення для прогімназії.
Будівля, в якій розміщувалася прогімназія, належала Є. С. Лівшицу. Близько 1910 року прогімназія була перетворена в II чоловічу гімназію та переїхала у власну будівлю по вул. Дворянській.
На перетині вул. Торгової з колишньою Привозною площею у 30-х роках ХІХ ст. знаходився гостиний ряд у вигляді критої колонади, що утворювала галерею з окремими лавками. Проте на початок XX століття гостинний ряд майже повністю зруйнувався і його приміщення були розпродані приватним особам, які будували нові лавки на свій розсуд, не підкоряючись єдиному проекту. У теперішній час на цьому місці розташовані два чотириповерхових житлових будинки.
У двоповерховій будівлі, що знаходиться напроти будинків, у XIX ст. розташовувалося торговельно-промислове мануфактурне «Товариство В. Т. Пташникова», згодом — «Спадкоємців В. Т. Пташникова», а на вулиці Олеся Гончара розміщувалася їх філія. До 1941 року в цій будівлі знаходився Союз будівельників, згодом — машинолічильна станція Обласного статистичного управління. У наш час[коли?] у будівлі знаходиться банк «Надра» і ВАТ «Херсоноблрембудтрест» (вул. Пилипа Орлика, 32/30).